# L'Héritage d'Alington
L'Héritage d'Alington (The Alington Inheritance) est un roman policier écrit par l'écrivaine britannique Patricia Wentworth en 1958. Il est paru en France aux éditions 10/18 le 30 novembre 1995 dans la collection Grands détectives.
Il a été traduit de l'anglais par Anne-Marie Carrière.